# ヴェチェスラヴ・トゥミル
ヴェチェスラヴ・トゥミル（クロアチア語: Većeslav Tumir）は、バチカンの司祭、外交官。ユーゴスラビア社会主義連邦共和国クロアチア社会主義共和国（当時）のオシエク出身。2018年8月2日より駐日参事官、2020年9月8日より兼臨時教皇大使代理。

## 経歴
少年時代に遭遇した祖国戦争（クロアチア独立戦争）が終結した後、地元オシエクの教区や聖歌隊で奉仕活動に励み、高校生になる頃には司祭召命を志すことを決意。ジュロ・フラニッチ教授（後のジャコヴォ・オシエク教区長）の指導のもと神学を修め、2002年に司祭として叙任された。2003年にヨハネ・パウロ2世教皇がクロアチアを訪問したが、このとき教皇はトゥミルの所属する教区であるオシエクとジャコヴォにも来臨している。
2003年より教皇庁立教会アカデミーで外交を修め、卒業後にジンバブエ、ウクライナ、キューバ、チリで外交官として奉職。2018年8月2日、参事官として日本に着任。2019年11月にフランシスコ教皇が訪日したが、このときトゥミル参事官も教皇を迎接している。2020年9月8日、ジョセフ・チェノットゥ駐日教皇大使の逝去に伴い、トゥミル参事官が臨時代理大使に就任。レオ・ボッカルディ駐日教皇大使が就任するまで臨時代理大使を務めた。